# Combraille
Para otros usos de la palabra, véase Combrailles (desambiguación)

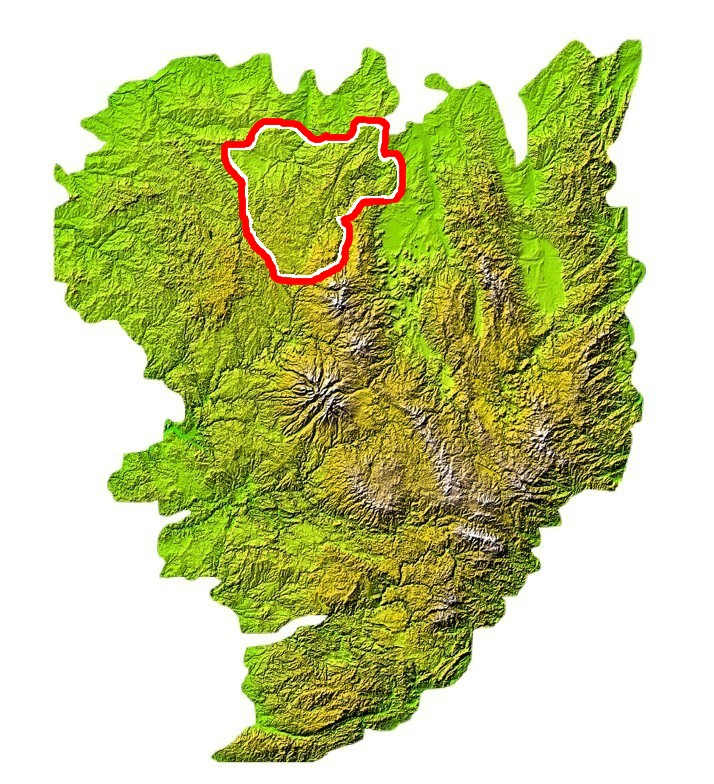
Localización de Combraille en el Macizo Central

Combraille o las Combrailles (Combralha o las Combralhas en occitano) es una región natural de Francia y una comarca de Occitania situada en los confines de Auvernia y Lemosín.

## Algunascomunasde Combraille

Países tradicionales de la región de Auvernia; las Combrailles de Auvernia figuran en verde

| Allier | Creuse | Puy-de-Dôme |
| --- | --- | --- |
| - Commentry - Durdat-Larequille - Marcillat-en-Combraille - Mazirat - Néris-les-Bains - Saint-Genest - Terjat - Villebret | - Auzances - Chambon-sur-Voueize - Crocq - Dontreix - Évaux-les-Bains - Fontanières - Gouzon - Mérinchal (fuente del río Cher) | - Ars-les-Favets - Chapdes-Beaufort - Châteauneuf-les-Bains - Condat-en-Combraille - Giat - Lapeyrouse - Les Ancizes-Comps - Manzat - Menat - Montaigut - Montel-de-Gelat - Pionsat - Pontaumur - Saint-Éloy-les-Mines - Saint-Georges-de-Mons - Saint-Gervais-d'Auvergne - Saint-Pardoux - Virlet |